# ريتشارد جينجراس
ريتشارد جينجراس (بالإنجليزية: Richard Gingras)‏ هو شخصية أعمال أمريكي، ولد في 17 يناير 1952 في بروفيدنس في الولايات المتحدة.